# 达赖厄斯·迈尔斯
达赖厄斯·拉瓦尔·迈尔斯（英語：Darius LaVar Miles，1981年10月9日—），美国前NBA联盟职业篮球运动员。他在2000年的NBA选秀中第1轮第3顺位被洛杉矶快船选中。